# 1937 dans les chemins de fer
Chronologie des chemins de fer
1936 dans les chemins de fer - 1937 - 1938 dans les chemins de fer

## Évènements

### Mars
- 14 mars.  France :   dernier jour de circulation du dernier tramway de Paris, sur la ligne Porte de Saint-Cloud-Porte de Vincennes[1].

### Mai

Schéma des remaniements des lignes 8, 10 et 14 du métro de Paris

- 31 mai.  France :   inauguration du chemin de fer de Carmaux à Vindrac (compagnie du Midi).

### Juin
- 1er juin.  France :   fermeture de la ligne d'Arles-sur-Tech à Prats-de-Mollo et de son embranchement vers Saint-Laurent-de-Cerdans au trafic voyageurs et marchandises.

### Juillet
- 27 juillet et 29 juillet. France : d'importants remaniements sont effectués entre les lignes 8, 10 et 14 (actuelle 13) du métro de Paris : alors que la ligne 10 est prolongée à La Motte-Picquet - Grenelle et reprend une partie de la ligne 8, cette dernière est prolongée au sud à Balard. Le tronçon Duroc - Invalides voit désormais circuler des trains de la ligne 14, dans l'optique d'un futur raccordement avec la ligne 13.

### Août
- 31 août.  France :   signature de la convention entre l'État et les grandes compagnies (Est, Nord, Midi, Paris-Orléans et Paris-Lyon-Méditerranée) qui crée la Société nationale des chemins de fer français, société publique de droit privé d'une durée de 45 ans à partir du 1er janvier 1938. Les différents réseaux sont transformés en « régions ». L'ancien matériel restera en principe attaché à sa région (le marquage comporte un numéro de région) mais les nouveaux matériels seront « unifiés » : ils pourront être affectés indifféremment à toute région.